# Thomas Charlton (Ruderer)
Thomas Jackson „Tom“ Charlton Jr. (* 12. Juli 1934 in Savannah, Georgia) ist ein ehemaliger US-amerikanischer Olympiateilnehmer in Rudern und Sportler der Yale Bulldogs aus New Haven, Connecticut. Als Mitglied des Yale-Achters (Männerachter mit Studenten ohne Abschluss) bei den Olympischen Sommerspielen 1956 in Melbourne gewann er für die USA die olympische Goldmedaille.

## Ergebnisse
Der Olympiaachter der USA bestand aus den Ruderern: William Becklean, Donald Beer, Thomas Charlton, John Cooke, Caldwell Esselstyn, Charles Grimes, Robert Morey, Rusty Wailes und David Wight.
| Wettkampf                    | Stadt     | Sport  | NOK                | Datum             | Runde               | Platzierung   | Zeit in min |
| ---------------------------- | --------- | ------ | ------------------ | ----------------- | ------------------- | ------------- | ----------- |
| Olympische Sommerspiele 1956 | Melbourne | Rudern | Vereinigte Staaten | 27. November 1956 | Finale              | erster Platz  | 6:35,2      |
| Olympische Sommerspiele 1956 | Melbourne | Rudern | Vereinigte Staaten | 26. November 1956 | Halbfinale          | erster Platz  | 6:55,1      |
| Olympische Sommerspiele 1956 | Melbourne | Rudern | Vereinigte Staaten | 23. November 1956 | Vorrunde (Gruppe 1) | dritter Platz | 6:09,1      |